# کشتزار غله
کشتزار غله (به انگلیسی: The Cornfield) یک نقاشی رنگ روغن اثر هنرمند انگلیسی جان کانستبل است. این نقاشی در سال ۱۸۲۶ کامل شد و همان سال برای نخستین بار در آکادمی سلطنتی هنر به‌نمایش گذاشته شد. این نقاشی امروزه در نگارخانه ملی لندن نگهداری می‌شود.
این نقاشی باریک‌راهی که از ایست برگولت تا ددهام، اسکس امتداد دارد، نشان می‌دهد.